# Adigrat

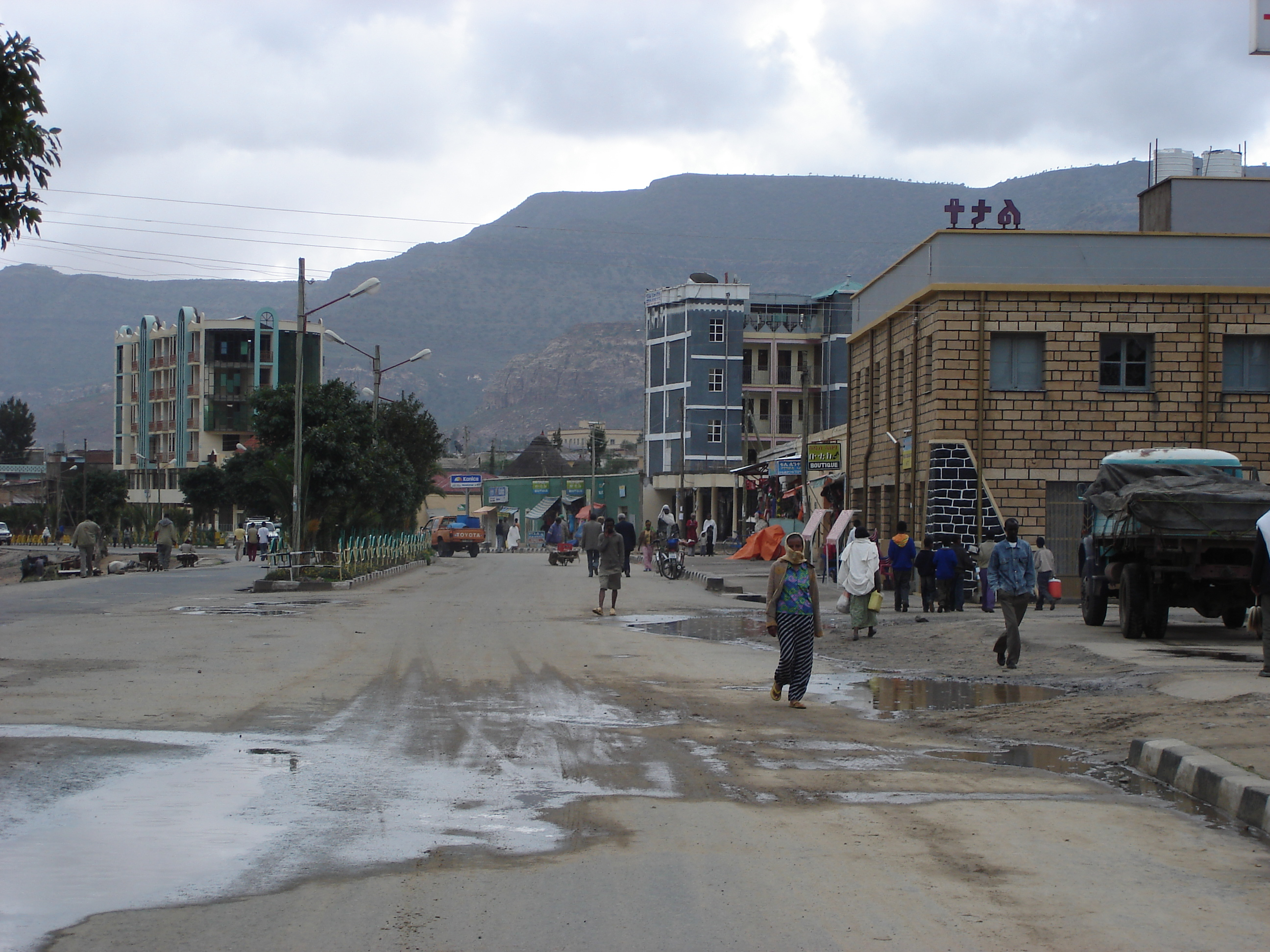
Gata i Adigrat.

Adigrat är en stad i regionen Tigray i Etiopien. Folkmängden beräknades till 69 658 invånare 2011. Adigrat har en historia som handelsplats och belägrades av britterna under den brittiska expeditionen till Etiopien 1868.

## Profiler
- Abeba Aregawi, svensk medeldistanslöpare